# Alexandre Tiagny-Riadno
Alexandre Rèmovitch Tiagny-Riadno (Александр Рэмович Тягны-Рядно), né le 20 février 1956 à Moscou (URSS), est un photographe russe, membre d'honneur et secrétaire de l'union des photographes d'art de Russie, membre de l'union des journalistes de Russie et de la fédération internationale des artistes de l'UNESCO, conservateur et blogueur. Il a fait de nombreux reportages photographiques et plus d'une soixantaine d'expositions personnelles en Azerbaïdjan, Espagne, France, Grande-Bretagne, Italie, Russie et Ukraine.

## Biographie
Tiagny-Riadno est diplômé de l'institut aéronaval de Moscou et travaille comme ingénieur constructeur, puis il poursuit ses études à la faculté de journalisme de l'université d'État de Moscou.
À partir de 1984  il travaille comme photographe de presse et rédacteur notamment pour les revues Journaliste («Журналист»), Mécénat («Меценат»), «Moscow Magazine», «Fly&Drive», «Travel+Leisure», les journaux NTR («НТР»), Culture soviétique («Советская культура»), Izvestia «Известия», Le Causeur   («Собеседник»).
Il collabore avec des agences de presse et des maisons d'édition russes et étrangères dont les revues Magellan, Voyage, Stas, Itogui, VIP, Continental, 7 jours, TV Park, Liza, Elle et Lui («Она И Он»), New, Digital Camera, Homes & Gardens, À la maison (Домой), Avtopilot («Автопилот»), Ogoniok («Огонёк»), Pout («Путь»), Elle «ELLE», Novoïe vremia («Новое время»), Le Messager de l'Europe («Вестник Европы»), Première, Parents, Entourage («Антураж»), Autour du monde («Вокруг света»), Gala, Géo, Salon («Салон»), La Cloche  («Колокол»), Forbes, Mediarynok (Marché Média, «Медиарынок»), Fotomagazine («Фотомагазин»), ZOOM, Phototravel, Persona («Персона»), Aéroport («Аэропорт»), Trend, Vica, les agences Megemot (БЕГЕМОТ), Direct-Dedign (ДИРЕКТ-ДИЗАЙН), «T.R.I.P.», Locator (ЛОКАТОР), EASTERN COMMUNICATION, ФОТОСОЮЗ, AGENCY.PHOTOGRAPHER.RU., AFP, ANA.
Il a joué un petit rôle dans le film de Margarita Terekhova, La Mouette, d'après  Tchekhov, sorti en 2005.
Tiagny-Riadno est l'époux de la poétesse Tatiana Chtcherbina.

## Livres
- «Святослав Фёдоров» [Sviatoslav Fiodorov], издательство «Планета»
- «Елена Образцова» [Elena Obraztsova], издательство «АПН»
- «Сто лучших ресторанов Москвы» [Les Cent meilleurs restaurants de Moscou], издательство «Вагриус»
- «Утренние острова» [Les Îles du Matin], издательство «Пента»
- «Норильск» [ Norilsk ], издательство «Пента»
- «Страницы…» [Pages], издательство «Пента»
- «Сибирь на все времена» [La Sibérie de tous les temps], издательство «Пента»
- «Когалым. Жемчужина Сибири» [ Kogalym. La perle de Sibérie], издательство «Пента»
- «Ярославль.1000» [ Iaroslavl. 1000], издательство «Пента»
- «Франция: Магический шестиугольник» [France. Magique hexagone], издательство АСТ
- «Фотография» [Photographie], издательство «Зебра-Е»
- «Пятьдесят городов» [Cinquante villes], издательство «Зебра-Е»
- «Иерусалимский синдром» [Le Syndrome de Jérusalem], издательство «Зебра-Е»
- «Горячая Армения» [Arménie brûlante], издательство «Зебра-Е»
- «Полёт над гнездом Грифона» [Vol au dessus du nid du Griffon], издательство «Зебра-Е».